# Walter Martínez
Walter Julian Martínez Ramos (Tegucigalpa, 28 de março de 1982 - Nova Iorque, 11 de agosto de 2019) foi um futebolista profissional hondurenho.

## Carreira
Martinez representou a Seleção Hondurenha de Futebol na Copa do Mundo de 2010.